# Гюнтер Клаппіх
Гюнтер Клаппіх (нім. Günter Klappich; 2 жовтня 1917, Дортмунд, Німецька імперія — 22 січня 1943, Ростов-на-Дону, РРФСР) — німецький офіцер, гауптман вермахту. Кавалер Лицарського хреста Залізного хреста з дубовим листям.

## Біографія
В 1937 році вступив на службу в 60-й піхотний полк, який пізніше був моторизований. Учасник Французької кампанії та Німецько-радянської війни. Відзначився у боях на Воронезькому напрямку. З кінця 1941 року — командир 11-ї роти, з кінця 1942 року — 3-го батальйону свого полку. На початку 1943 року успішно бився під Ростовом-на-Дону. Загинув у бою.

## Нагороди
- Залізний хрест
  - 2-го класу (18 травня 1940)
  - 1-го класу (9 вересня 1940)
- Штурмовий піхотний знак в сріблі (27 червня 1940)
- Нагрудний знак «За поранення»
  - в чорному (12 вересня 1940)
  - в сріблі (15 серпня 1941)
- Лицарський хрест Залізного хреста з дубовим листям
  - лицарський хрест (30 липня 1942)
  - дубове листя (№ 254; 8 червня 1943)
- Медаль «За зимову кампанію на Сході 1941/42» (3 серпня 1942)